# Elysius deceptura
Elysius deceptura là một loài bướm đêm thuộc phân họ Arctiinae, họ Erebidae.